# Pansessualità

Bandiera pansessuale.

Per pansessualità (dall'aggettivo greco πας, πάσα, παν, "tutto") si indica l'attrazione emozionale, romantica e/o sessuale verso un individuo senza dare importanza al suo sesso e al suo genere. Essendo quindi un'attrazione indipendente da questi due fattori, le persone pansessuali possono essere attratte da persone di tutti i generi, dunque di genere maschile, di genere femminile e di genere non-binario, senza alcuna distinzione e preferenza.

La pansessualità può essere considerata un orientamento sessuale a sé stante o un ramo della bisessualità. La misura in cui il termine bisessuale sia inclusivo rispetto al termine pansessuale è dibattuto all'interno della comunità LGBT, in particolare dalla comunità bisessuale.

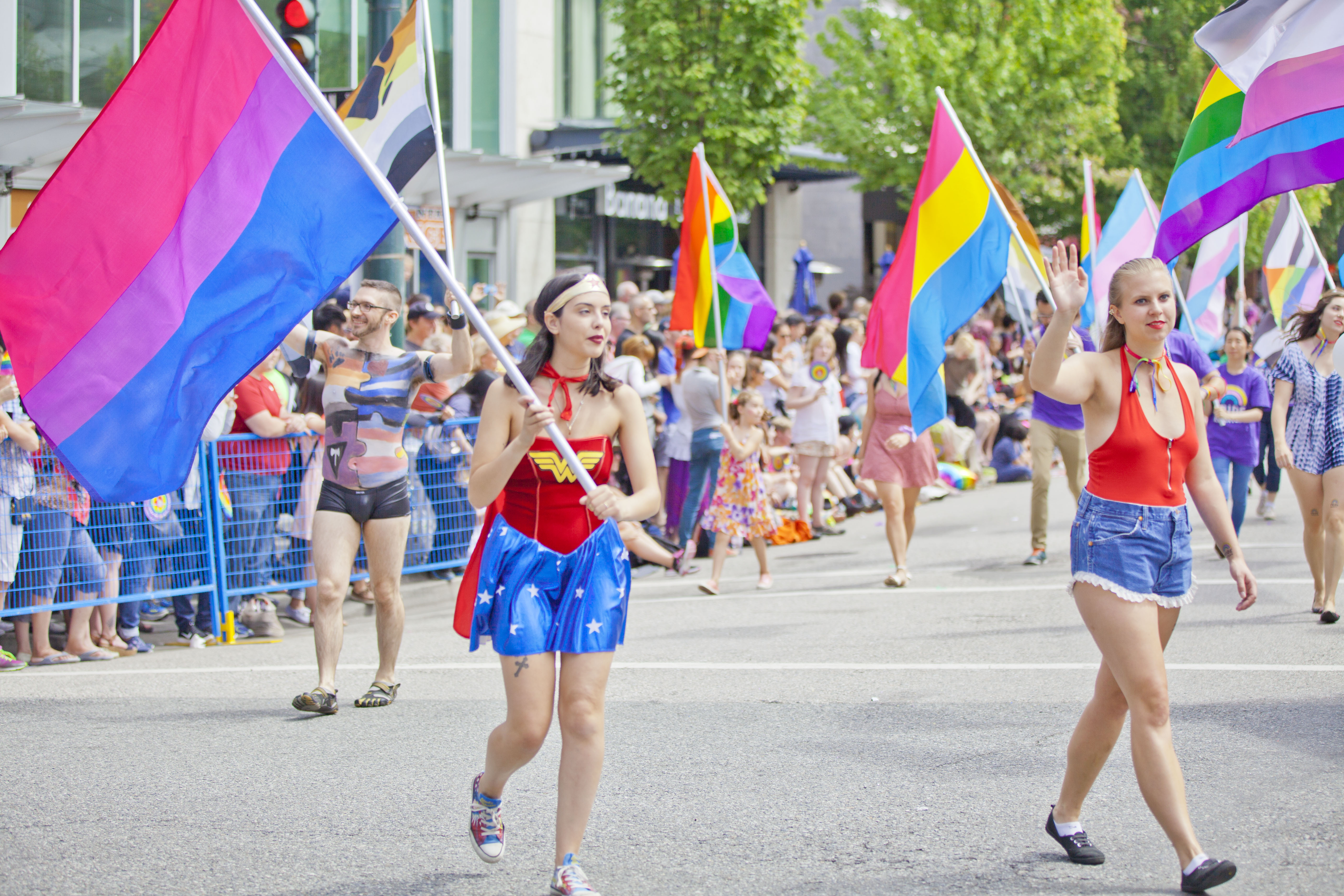
Bandiere bisessuali e pansessuali a una parata del Pride

## Teoria della pansessualità
In Italia, la teoria della pansessualità è stata sviluppata nel 1977 da Mario Mieli nel suo Elementi di critica omosessuale, secondo cui l'essere umano è sostanzialmente un essere "completo" (polimorfo), che nasce con tutte le "opzioni" aperte, le quali vengono poi represse selettivamente (soggette a educastrazione, secondo la definizione dello stesso Mieli), in base all'ambiente in cui vive.
Mieli parte dalla rielaborazione delle teorie infantili di Freud.

## Origini
Sigmund Freud fu il primo a usare la parola "pansessualismo", a indicare la teoria secondo la quale tutto il comportamento umano era originato e motivato dalla sessualità.
Il termine ha mantenuto un significato psicoanalitico fino ai primi anni '90, quando la parola ha iniziato a venire associata a un orientamento sessuale, andando col tempo a diffondersi sempre di più.
L'avvento del web ha contribuito alla diffusione della parola nel mondo, tanto che il lemma "pansexual" nel 2018 è stato incluso tra le parole più cercate nel dizionario Merriam-Webster.